# Bandera de Belice
La bandera de Belice fue adoptada el 21 de septiembre de 1981, tras conseguir la independencia del Reino Unido. Está compuesta por un paño azul marcado por dos franjas rojas en los extremos superiores y en el centro un disco blanco en el que está escrito el escudo de Belice.
El color azul representa al Partido Unido del Pueblo. Las franjas rojas, al partido opositor (Partido Democrático Unido) y las cincuenta hojas, la subida al poder del PUP.
Honduras Británica obtuvo un escudo de armas el 28 de enero de 1907, que sirvió de base para la insignia utilizada en las enseñas británicas. El escudo de armas recuerda la industria maderera que condujo al asentamiento británico en ese lugar. Las figuras, herramientas y árboles de caoba representan esta industria. El lema nacional, Sub Umbra Floreo, que significa "Bajo la sombra florezco", está escrito en la parte inferior del escudo de armas.

## Descripción
La bandera es de color azul real, con un disco blanco en el centro que contiene el escudo nacional, sostenido por un mestizo y un hombre de ascendencia africana. La bandera de Belice es el único país que tiene a seres humanos representados como un elemento principal del diseño en su bandera nacional, aunque la bandera de Malta contiene una imagen de San Jorge en la insignia de la Cruz de San Jorge, y las banderas de los territorios británicos de ultramar Montserrat y las Islas Vírgenes Británicas y la de la Polinesia Francesa también representan a seres humanos.
Las banderas de otros países tienen representadas partes del cuerpo humano. La bandera de Brunéi tiene manos humanas, y las banderas de Uruguay y Argentina tienen rasgos faciales humanos representados en un sol personificado.
La bandera está bordeada en la parte superior e inferior por dos franjas rojas. En total, la bandera incorpora 19 colores y tonalidades diferentes, lo que la convierte en una de las banderas nacionales más coloridas del mundo.
Los colores de la bandera son los de los partidos nacionales del país, el Partido Unido del Pueblo (PUP) y el Partido Democrático Unido (Belice) (UDP). El UDP, creado en 1973, se opuso al diseño original azul y blanco, ya que esos dos colores son los colores representativos del PUP.
Las dos franjas rojas de la parte superior e inferior se añadieron al diseño original en el momento de la independencia. El escudo de armas se concedió en 1907. Se añadieron franjas rojas para indicar el color del partido de la oposición. Las 50 hojas recuerdan el año 1950, el año en que el PUP llegó al poder.

## Historia
A partir de 1950 se utilizó una bandera nacional no oficial, de color azul y con el escudo de armas sobre un disco blanco en el centro (a veces se utilizaba un círculo blanco como escudo porque era difícil de dibujar).
En 1981, Belice obtuvo su independencia y se realizó un concurso para diseñar una bandera nacional para el país. La propuesta ganadora consistió en la bandera nacional no oficial utilizada por el Partido Unido del Pueblo con un borde rojo agregado a los cuatro lados. Esto se cambió a un borde rojo solo en la parte superior e inferior antes de que el diseño fuera adoptado oficialmente. El diseño ganador, que también se conoció como la "Bandera de la Unidad", fue realizado por dos funcionarios del gobierno: Everal Waight, Secretario Público, e Inez Sánchez, Directora de Educación.
Una bandera de Belice hecha jirones, pero casi intacta, fue encontrada por agentes de policía en las ruinas del World Trade Center tras los ataques del 11 de septiembre. La bandera fue llevada a la Embajada de Belice y posteriormente devuelta a Belice a petición del primer ministro Said Musa. La bandera se encuentra actualmente en el Museo de Belice. Belice perdió a un solo ciudadano en los ataques: Alva Jeffries Sánchez, que estaba trabajando en el piso 96 de la Torre Norte cuando fue impactada por el Vuelo 11.
Hasta 2019 no existían especificaciones estandarizadas para la bandera de Belice. El tono de los colores de la bandera, las proporciones, el sombreado de los dos hombres y otros elementos variaban a menudo. En 2019, la Comisión Nacional de Celebraciones inició un proceso de estandarización de la bandera con el consentimiento tanto del PUP como del UDP. Planeaban izar las banderas estandarizadas el 1 de septiembre de 2019, el Día de la Bandera Nacional de Belice. Hay planes para formalizar la estandarización a través de la legislación nacional.

## Banderas históricas

Bandera del Imperio español. Utilizada entre (1519-1542) hasta la fundación del Reino de Guatemala. En 1519 los españoles llegaron a Belice y la incorporaron al Imperio Español (territorio en ese entonces sin organización territorial), pero optaron por no colonizar dicho territorio.
Bandera del Reino de Guatemala. Utilizada entre 1542-1701.
Bandera del Reino de Guatemala. Utilizada entre 1701-1760.
Bandera del Reino de Guatemala. Utilizada entre 1760-1785.
Bandera del Reino de Guatemala, vigente de 1785 a 1798. (1798-1821, en reclamación). En 1798 se desata la batalla del Cayo San Jorge con Gran Bretaña por el control de Belice, en donde los españoles fueron expulsados del territorio, y Gran Bretaña paso a administrar el territorio de Belice, pero España lo seguía reclamando como suyo. Consecuentemente esta reclamación pasaría a México (reconocería a Belice como británico hasta 1893), después pasaría a Guatemala, en donde el reclamo duro entre los años (1821-1859), en 1859 se firma el Tratado Wyke-Aycinena, en donde Guatemala deja de reclamar Belice, pero con su caducidad Guatemala volvería a reclamarlo hasta la actualidad (1867-Actualidad).
Bandera de Gran Bretaña utilizada en la administración de Belice por parte de los británicos durante los años 1798-1801.
Bandera del Imperio británico utilizada en la administración de Belice por parte de los británicos durante los años 1801-1870.
Bandera de Honduras Británica (1870-1919)
Bandera civil de Honduras Británica (1870-1919)
Bandera de Honduras Británica/Belice (1919-1981)
Bandera civil de Honduras Británica / Belice (1919-1981)
Estandarte del Gobernador de Honduras Británica / Belice (1884-1981)
Bandera civil no oficial de Honduras Británica/Belice (1950-1981). Esta bandera fue la base de la bandera actual.
Bandera ondeada desde 1981 hasta el 28 de agosto de 2019.